# Flabellina
Flabellina és un gènere de gastròpodes nudibranquis de la superfamília dels eolidioïdeus. Es caracteritza pel fet que els cerates es disposen sobre peduncles i els rinòfors són anulars.

## Taxonomia
El gènere Flabellina va ser establert per John Edward Gris l'any 1833 amb l'espècie Flabellina affinis. Moltes espècies han estat afegides per autors posteriors. El 1981 es va fusionar el gènere Coryphella amb el nom antic de Flabellina, ja que malgrat un gran ventall de caràcters morfològics en les 64 espècies conegudes en aquell moment de Flabellinidae i Coryphellidae, no es va poder trobar una distinció clara que separés l'espècie en els dos gèneres. El 2017 un estudi integratiu de les 71 espècies que llavors es consideraven incloses a Flabellina va redistribuir l'espècie en set famílies i 26 gèneres.
Les espècies incloses actualment en aquest gènere són:
- Flabellina affinis (Gmelin, 1791)
- Flabellina alternata Ortea & Espinosa, 1998
- Flabellina bertschi Gosliner & Kuzirian, 1990
- Flabellina bulbosa Ortea & Espinosa, 1998
- Flabellina dana Millen & Hamann, 2006
- Flabellina dushia (Marcus Ev. & Er., 1963)
- Flabellina engeli Ev. Marcus & Er. Marcus, 1968
  - Flabellina engeli lucianae Dacosta, Cunha, Simone & Schrödl, 2007
- Flabellina evelinae Edmunds, 1989
- Flabellina ilidioi Calado, Ortea & Caballer, 2005
- Flabellina llerae Ortea, 1989

Espècies sinonimitzades

- Flabellina albomaculata Pola, Carmona, Calado & Cervera, 2014 sinònim de Edmundsella albomaculata (Pola, Carmona, Calado & Cervera, 2014)
- Flabellina albomarginata (Miller, 1971) sinònim de Coryphellina albomarginata (M. C. Miller, 1971)
- Flabellina alisonae Gosliner, 1980: sinònim de Flabellina bicolor
- Flabellina arveloi Ortea & Espinosa, 1998 sinònim de Coryphellina arveloi (Ortea & Espinosa, 1998)
- Flabellina athadona (Bergh, 1875) sinònim de Occidenthella athadona (Bergh, 1875)
- Flabellina babai Schmekel, 1972 sinònim de Luisella babai (Schmekel, 1972)
- Flabellina baetica Garcia-Gomez, 1984 sinònim de Baenopsis baetica (Garcia-Gomez, 1984)
- Flabellina bicolor (Kelaart, 1858) sinònim de Samla bicolor (Kelaart, 1858)
- Flabellina bilas Gosliner & Willan, 1991[3] sinònim de Samla bilas (Gosliner and Willan, 1991)
- Flabellina californica (Bergh, 1904) sinònim de Coryphella californica Bergh, 1904
- Flabellina cerverai Fischer, van der Velde & Roubos, 2007 sinònim de Coryphellina cerverai (Fischer, van der Velde & Roubos, 2007)
- Flabellina confusa Gonzalez-Duarte, Cervera & Poddubetskaia, 2008 sinònim de Calmella gaditana (Cervera, García-Gomez & García, 1987)
- Flabellina cooperi (Cockerell, 1901) sinònim de Orienthella cooperi (Cockerell, 1901)
- Flabellina cynara (Marcus & Marcus, 1967) sinònim de Kynaria cynara (Marcus and Marcus, 1967)
- Flabellina delicata Gosliner & Willan, 1991 sinònim de Coryphellina delicata (Gosliner & Willan, 1991)
- Flabellina exoptata Gosliner & Willan, 1991 sinònim de Coryphellina exoptata (Gosliner & Willan, 1991)
- Flabellina falklandica (Eliot, 1907) sinònim de Itaxia falklandica (Eliot, 1907)
- Flabellina funeka Gosliner & Griffiths, 1981 sinònim de Paraflabellina funeka (Gosliner & Griffiths, 1981)
- Flabellina fusca (O'Donoghue, 1921): sinònim de Flabellina trophina (Bergh, 1890)
- Flabellina goddardi Gosliner, 2010 sinònim de Pacifia goddardi (Gosliner, 2010)
- Flabellina hamanni Gosliner, 1994 sinònim de Coryphellina hamanni (Gosliner, 1994)
- Flabellina ianthina Angas, 1864: sinònim de Pteraeolidia ianthina (Angas, 1864)
- Flabellina inornata A. Costa, 1866: sinònim de Spurilla neapolitana
- Flabellina insolita Garcia-Gomez & Cervera, 1989 sinònim de Fjordia insolita (Garcia-Gomez & Cervera, 1989)
- Flabellina iodinea (J. G. Cooper, 1863) sinònim de Flabellinopsis iodinea (J. G. Cooper, 1863)
- Flabellina ischitana Hirano & Thompson, 1990 sinònim de Paraflabellina ischitana (Hirano & Thompson, 1990)
- Flabellina islandica (Odhner, 1937) sinònim de Paracoryphella islandica (Odhner, 1937)
- Flabellina japonica (Volodchenko, 1937) sinònim de Ziminella japonica (Volodchenko, 1937)
- Flabellina macassarana Bergh, 1905 sinònim de Samla macassarana (Bergh, 1905)
- Flabellina marcusorum Gosliner & Kuzirian, 1990 sinònim de Coryphellina marcusorum (Gosliner & Kuzirian, 1990)
- Flabellina newcombi Angas, 1864: sinònim de Facelina newcombi (Angas, 1864)
- Flabellina ornata Angas, 1864: sinònim de Austraeolis ornata (Angas, 1864)
- Flabellina pallida (A. E. Verrill, 1900) sinònim de Coryphella pallida A. E. Verrill, 1900
- Flabellina parva (Hadfield, 1963) sinònim de Paracoryphella parva (Hadfield, 1963)
- Flabellina pedata (Montagu, 1815) sinònim de Edmundsella pedata (Montagu, 1816)
- Flabellina pellucida (Alder & Hancock, 1843) sinònim de Carronella pellucida (Alder & Hancock, 1843)
- Flabellina poenicia (Burn, 1957) sinònim de Coryphellina poenicia (Burn, 1957)
- Flabellina polaris Volodchenko, 1946 sinònim de Polaria polaris (Volodchenko, 1946)
- Flabellina pricei (MacFarland, 1966) sinònim de Apata pricei (MacFarland, 1966)
- Flabellina riwo Gosliner & Willan, 1991 sinònim de Samla riwo Gosliner & Willan, 1991
- Flabellina rubrolineata (O'Donoghue, 1929) sinònim de Coryphellina rubrolineata O'Donoghue, 1929
- Flabellina rubromaxilla Edmunds, 2015 sinònim de Paraflabellina rubromaxilla (Edmunds, 2015)
- Flabellina rubropurpurata Gosliner & Willan, 1991 sinònim de Samla rubropurpurata (Gosliner and Willan 1991)
- Flabellina salmonacea (Couthouy, 1838) sinònim de Ziminella salmonacea (Couthouy, 1838)
- Flabellina scolopendrella Risbec, 1928: sinònim de Pteraeolidia ianthina (Angas, 1864)
- Flabellina semperi Bergh, 1870: sinònim de Pteraeolidia ianthina (Angas, 1864)
- Flabellina stohleri Bertsch & Ferreira, 1974: sinònim de Flabellina telja Marcus & Marcus, 1967
- Flabellina telja Marcus & Marcus, 1967 sinònim de Samla telja (Marcus and Marcus, 1967)
- Flabellina trilineata (O'Donoghue, 1921) sinònim de Orienthella trilineata (O'Donoghue, 1921)
- Flabellina trophina (Bergh, 1890) sinònim de Himatina trophina (Bergh, 1890)
- Flabellina vansyoci Gosliner, 1994 sinònim de Edmundsella vansyoci (Gosliner, 1994)
- Flabellina verrucicornis A. Costa, 1867: sinònim deBerghia verrucicornis (A. Costa, 1867)
- Flabellina versicolor Costa A., 1866: sinònim de Favorinus branchialis (Rathke, 1806)
- Flabellina verta (Ev. Marcus, 1970) sinònim de Coryphella verta Ev. Marcus, 1970